# Marko Divković
Marko Divković, né le 11 juin 1999 à Vinkovci en Croatie, est un footballeur croate qui évolue au poste d'arrière gauche au Brøndby IF.

## Biographie

### En club
Né à Vinkovci en Croatie, Marko Divković commence le football dans son pays natal, au NK Otok avant d'être formé à l'Académie d'Arsenal basée en Grèce. Il rejoint ensuite la Slovaquie en 2017, pour s'engager avec le DAC Dunajská Streda. Il fait ses débuts en professionnel avec ce club, jouant son premier match le 22 juillet 2017, lors de la première journée de la saison 2017-2018 de première division slovaque face au FK Železiarne Podbrezová. Il entre en jeu à la place de Erik Pačinda (en), buteur du jour, et son équipe l'emporte par un but à zéro.
Le 31 août 2021, Marko Divković rejoint le Brøndby IF sous la forme d'un prêt d'une saison, avec obligation d'achat sous certaines conditions,.
Divković se fait remarquer le 12 décembre 2021 en marquant deux buts contre le FC Midtjylland en coupe du Danemark. Titulaire, il permet à son équipe de s'imposer par deux buts à un.
En mars 2022, Divković est recruté définitivement par Brøndby. Il signe un contrat courant jusqu'en juin 2026, prenant effet au 1er juillet 2022.
Le 4 août 2022, Divković se montre décisif à l'occasion d'une rencontre qualificative pour la Ligue Europa Conférence 2022-2023 face au FC Bâle en inscrivant le but vainqueur quelques minutes après être entré en jeu (1-0 score final),. Titularisé le 11 août suivant pour le match retour, il voit son équipe s'incliner (2-1 puis défait aux tirs au but).
Lors de la saison 2023-2024, Divković est repositionné arrière gauche dans un rôle de "piston". Un coup tactique de son entraîneur Jesper Sørensen qui porte ses fruits, le croate s'épanouissant dans ce nouveau rôle et s'imposant comme un titulaire régulier du Brøndby IF,.

### En sélection
Marko Divković joue son premier match avec l'équipe de Croatie espoirs le 17 novembre 2020, face à la Lituanie. Titulaire ce jour-là, il participe à la victoire des siens par sept buts à zéro en délivrant notamment deux passes décisives.